# Deilelater
Deilelater là một chi bọ cánh cứng trong họ 
Elateridae.
Chi này được miêu tả khoa học năm 1975 bởi Costa.

## Các loài
Các loài trong chi này gồm:
- Deilelater atlanticus (Hyslop, 1918)
- Deilelater bellamyi (Van Zwaluwenburg, 1936)
- Deilelater mexicanus (Champion, 1896)
- Deilelater physoderus (Germar, 1841)
- Deilelater radians (Champion, 1896)
- Deilelater sirius (Candèze, 1878)
- Deilelater stella (Candèze, 1863)
- Deilelater ustulatus Costa, 1983